# チェンマイラーム病院
チェンマイラーム病院（英語:Chiangmai Ram Hospital、タイ語：โรงพยาบาลเชียงใหม่ ราม）は、タイ北部チエンマイ県ムアンチエンマイ郡にある私立総合病院の一つである。1993年開業。チエンマイラム病院とも表記される。

## 概略
チェンマイラーム病院はラームカムヘーングループの経営する私立総合病院の一つである。12階建ての病院等にベッド数350床。ICU（集中治療室）、CCU（冠状動脈疾患集中治療室）を備え、小児科医、産科医も常勤でいる。CT、MRIがあり、血液透析が可能。救急車を保有し、救急救命治療も可能。
1996年にチェンマイラーム病院は、チェンマイラーム第二病院を開設し、チェンマイラーム第一病院と呼称された。しかし、2004年9月に第二病院がテープパンヤー病院として分離。以降、チェンマイラーム病院に名称が戻っている。
1995年5月8日に台湾の歌手、テレサ・テンが気管支喘息により搬送され、42歳の生涯を閉じた病院でもある。彼女が療養していたメイピンホテルからは車で10分ほどの距離だが、実際には帰宅時間帯と重なったことで30分ほどかかり、心臓マッサージや電気ショックも効果がなく、現地時間17時30分に永眠した。

## 系列病院
ラーマカムヘーングループ病院のネットワークに入っている。
- バンコク
  - ラームカムヘーン病院
  - ターフーコーヂャムーク病院 （โรงพยาบาลตา หู คอ จมูก）
  - シンペート病院（โรงพยาบาลสินแพทย์）
  - ウィパーワディー病院（โรงพยาบาลวิภาวดี ）
  - ウィパーラーム病院（โรงพยาบาลวิภาราม）
- アユタヤ県
  - ラーチャターニー病院（โรงพยาบาลราชธานี）
- ラーチャブリー県
  - ムアンラート病院（โรงพยาบาลเมืองราช）
- ナコーンパトム県
  - テーパコーン病院（โรงพยาบาลเทพากร）
  - サナームチャン病院（โรงพยาบาลสนามจันทร์）
- チエンマイ県
  - ラーンナー病院
  - テープパンヤー病院（โรงพยาบาลเทพปัญญา）
  - チャーンプアック病院（โรงพยาบาลช้างเผือก）
- ラムパーン県
  - ケーラーンナコーンラーム病院（โรงพยาบาลเขลางค์นคร-ราม）
- パヤオ県
  - パヤオラーム病院
- ルーイ県
  - ムアンルーイ病院
- プレー県
  - プレーラーム病院
- ターク県
  - パウォー病院（โรงพยาบาลพะวอ）
- コーンケン県
  - コーンケンラーム病院
- スリン県
  - スリン・ルワムペート病院（โรงพยาบาลรวมแพทย์ สุรินทร์）

## 国際対応
ほとんどの医師は英語が可能であり、また日本語通訳もいる。